# Alena Ikhneva
Alena Ikhneva, née le 30 juillet 1995 à Orenbourg, est une joueuse russe de handball évoluant au poste d'arrière gauche.

## Biographie
En 2016, laissée libre par le Vardar Skopje, elle rejoint le CJF Fleury Loiret Handball.
Non conservée à l'issue de la saison 2016-2017, elle quitte Fleury pour la Russie.

## Palmarès

### Club
compétitions internationales
- vainqueur de la coupe EHF en 2014 (avec Lada Togliatti)

compétitions nationales
- championne de Croatie en 2018 et 2019 (avec ŽRK Podravka Koprivnica)
- championne de Macédoine du Nord en 2015 et 2016 (avec ŽRK Vardar Skopje)

### Sélection
autres
- finaliste du championnat du monde junior en 2014
- vainqueur du championnat d'Europe junior en 2013[3]
- finaliste du championnat du monde jeunes en 2012[4]
- vainqueur du championnat d'Europe jeunes en 2011[5]